# Westgermanische Sprachen
Westgermanische Sprachen sind eine Untergruppe der germanischen Sprachen, welche unter anderem Englisch, Hochdeutsch, Niederländisch, Afrikaans, Niederdeutsch, Friesisch und Jiddisch umfasst. Eine ausführliche Liste der Einzelsprachen findet sich am Ende dieses Artikels.

## Frühe Schriftzeugnisse
Bereits durch das antike Schrifttum, etwa durch die Germania des Tacitus, werden (west-)germanische Namen von Stämmen, Göttern und Personen in latinisierter Form überliefert, dazu einige wenige Wörter wie urus (Auerochse), glesum (Bernstein), ganta (Gans) und sapo (Pomade). Das früheste autochthone Schriftzeugnis des Westgermanischen ist der Kamm von Frienstedt mit einer Runeninschrift aus dem 3. Jahrhundert n. Chr., der jedoch weitgehend isoliert dasteht. Bekannt sind etwa 80 weitere Runeninschriften aus westgermanischem Gebiet aus der Zeit bis ins 7. Jahrhundert, in dem dann mit der Christianisierung die Runentradition abbricht.
Eine kaum dichtere Überlieferung westgermanischen Sprachguts in fragmentarischen schriftlichen Zeugnisse setzt ab dem 6. Jahrhundert ein. Aus dieser Zeit stammt beispielsweise die Lex Salica, ein im westlichen Teil des Frankenreiches entstandener lateinischer Text, der einzelne Wörter germanischen Ursprungs enthält, die sogenannten Malbergischen Glossen, welche das früheste Stadium des Altniederländischen darstellen.
Mit dem 8. Jahrhundert beginnt die Überlieferung ganzer Texte. So sind in diesem Jahrhundert erstmals altenglische Texte belegt, wobei jedoch die bekannteste Quelle des Altenglischen, das Heldengedicht Beowulf, nur in einem Manuskript aus der Zeit um 1000 überliefert ist. Ebenfalls ab dem 8. Jahrhundert belegt sind auch Texte in Altbairisch, Altalemannisch und Altoberfränkisch, jenen westgermanischen Varianten, die auch unter dem Begriff Althochdeutsch zusammengefasst werden. Ab dem 9. Jahrhundert sind auch Texte in Altsächsisch überliefert, der Vorgängersprache des Niederdeutschen, hier insbesondere die Genesis und der Heliand. Altfriesisch ist erst seit dem 13. Jahrhundert durch schriftliche Quellen belegt.

## Die westgermanische Ursprache

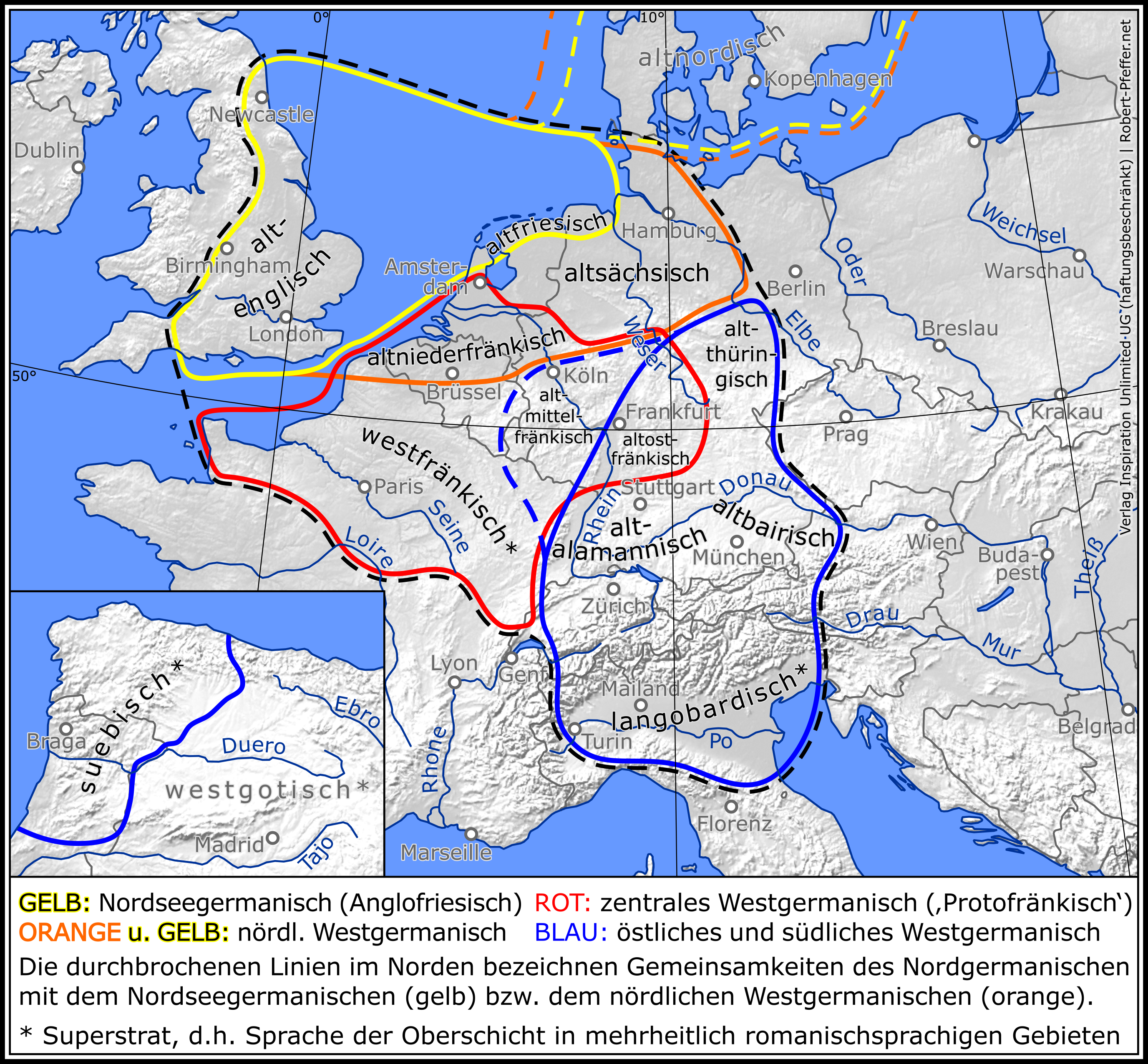
Die westgermanischen Sprachen um 580 n. Chr.

Trotz fehlender westgermanischer Texte aus der Völkerwanderungszeit besteht seit einigen Jahren ein wissenschaftlicher Konsens darüber, dass es eine annähernd einheitliche westgermanische Sprache (Protowestgermanisch) gegeben hat. Den Forschungsstand des Jahres 2006 formulierte der US-amerikanische Altgermanist Donald Ringe so:

„Dass das Nordgermanische eine in sich geschlossene Untergruppe [des Germanischen] ist, ist völlig offensichtlich, da alle seine Dialekte eine lange Folge gemeinsamer Innovationen teilen, einige davon wirklich frappierend. Dass dasselbe auch für das Westgermanische gilt, wurde zwar bestritten, aber ich werde […] aufzeigen, dass sämtliche westgermanischen Sprachen einige höchst ungewöhnliche Innovationen teilen, die uns nachgerade dazu zwingen, einen westgermanischen evolutionären Zweig [Orig. (engl.): clade] anzusetzen [vgl. dazu auch Faktoren für Sprachwandel]. Freilich ist die interne Untergruppierung sowohl des Nord- als auch des Westgermanischen reichlich verworren, und es erscheint klar, dass sich beide Unterfamilien in ein Netz von Dialekten diversifiziert haben, die lange in Kontakt miteinander geblieben sind (in einigen Fällen bis in die Gegenwart).“

Die von Ringe hier angekündigte Grundlagenarbeit über das Proto-Westgermanische ist unterdessen im Herbst 2014 erschienen. Bereits im Jahr davor hatte Wolfram Euler die erste monographische Darstellung der proto-westgermanischen Sprache vorgelegt. Beide Autoren kamen unabhängig voneinander zu sehr ähnlichen Schlüssen über die Struktur und Entwicklung des Proto-Westgermanischen, wobei Ringe einen etwa 200 Jahre älteren Sprachzustand beschreibt (ca. 3. Jh. n. Chr.) als Euler (1. Hälfte des 5. Jh. nach Chr.). In der seitdem erschienenen Fachliteratur wird die Existenz einer proto-westgermanischen Sprache nicht mehr bezweifelt.

## Untergliederung

### Traditionelle Einteilung
Die frühesten linguistischen Klassifikationen des Westgermanischen oder der germanischen Sprachen insgesamt sind vielfältig. Jacob Grimm unterteilte die lebenden germanischen Sprachen in einen nordischen, angelsächsischen, fränkischen und hochdeutschen Zweig. In der Ausgabe des Brockhaus-Lexikons von 1833 wurden die germanischen Sprachen in einem deutschen „Hauptzweig“ und zwei englischen und skandinavischen Abzweigungen unterteilt.
Am Ende des 19. Jahrhunderts wurde es üblich, die westgermanische Sprachen in einen anglo-friesischen und einen kontinentalgermanischen Zweig zu gliedern. Die anglo-friesischen Sprachen wurden weiter in anglische Sprachen (mit Englisch als Hauptvertreter) und friesische Sprachen unterteilt. Diesen standen die kontinentalwestgermanischen Sprachen mit den hochdeutschen (das heißt ober- und mitteldeutschen Dialekten sowie Jiddisch), niederdeutschen (u. a. Niedersächsisch) Sprachformen und dem Niederländische gegenüber.
Die Abgrenzung des Anglo-Friesischen wurde aufgrund einiger besonderer Lautentwicklungen vorgenommen, wie etwa der Entwicklung des Konsonanten k vor palatalen Vokalen zu einem Frikativ (Beispiele: Deutsch Käse, Niederländisch kaas – Englisch cheese, Friesisch tsiis; Deutsch Kirche, Niederländisch kerk – Englisch church, Friesisch tsjerke) und durch den Wegfall von Nasalen vor Frikativen unter Ersatzdehnung (Beispiele: Deutsch fünf – Englisch five; Deutsch Mund – Englisch mouth). Viele dieser Merkmale finden sich aber, insbesondere in frühen Sprachstufen, auch in anderen westgermanischen Varietäten, daher wird diese traditionelle Einteilung seit Jahrzehnten von der Mehrheit der Sprachwissenschaftler abgelehnt.

### Das Westgermanische im Rahmen von Maurers Einteilung

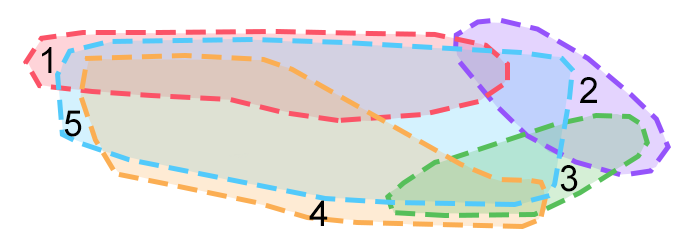
Historische Sprachverwandtschaft der frühgermanischen Innovationszentren. In diesem Schema sind sprachliche Einheiten, die verschiedenen Epochen angehören synoptisch und daher ohne chronologische Dimension verflacht wiedergegeben.
Legende:
1. Nordseegermanisch, Vorstufe des Altsächsischen, Altfriesischen und Altenglischen.
2. Nordgermanisch, Vorstufe des Altnordischen.
3. Ostgermanisch, Vorstufe des Gotischen und der übrigen ostgermanischen Sprachen
4. Elbgermanisch, Vorstufe des Altoberdeutschen und vielleicht des Langobardischen.
5. Weser-Rhein-Germanisch, Vorstufe des Altfränkischen bzw. Altniederländischen.

In der zweiten Hälfte des 20. Jahrhunderts ist neben die traditionelle Einteilung aller germanischen Sprachen in drei (west-, ost- und nordgermanisch) eine Einteilung in fünf Untergruppen getreten. Diese Einteilung wurde 1943 von Friedrich Maurer auf der Basis archäologischer Funde, die er mit sprachlichen Daten in Verbindung brachte, vorgeschlagen. Er nimmt für die Zeitenwende fünf Sprach- und Kulturgruppen an:
- Nordgermanen in Skandinavien
- Nordseegermanen (Friesen, Angeln, Sachsen)
- Weser-Rhein-Germanen (ein Teil von ihnen ging später in den Sachsen auf; aus den Weser-Rhein-Germanen entstand der Hauptteil der Franken)
- Elbgermanen (unter anderem: die späteren Langobarden, Baiern und Alemannen)
- Oder-Weichsel-Germanen (früher Ostgermanen genannt; Goten und andere Völker)

Maurer lehnte in der Folge die damals geläufigen Begriffe (Ur)deutsch und Anglo-Friesisch ab, solange es sich dabei um alte Einheitssprachen handeln soll. Das Deutsche ist in seinem Modell kein alter Ausgangszustand, sondern das Ende einer Sprachentwicklung; das Deutsche ist also ein Verschmelzungsprodukt aus verschiedenen „westgermanischen“ Quellen. Dies gilt ebenfalls für die Begriffe Oberdeutsch und Niederdeutsch. Das Stammbaummodell, das der traditionellen Einteilung zugrunde liegt, lehnen er und andere ab, weil es ihrer Ansicht nach die Zusammenhänge zwischen den germanischen Sprachen nicht genau genug darstellen kann.
Die Rolle des Westgermanischen in dieser Einteilung wird von den Sprachwissenschaftlern allerdings unterschiedlich bewertet: teils sind die Sprachen von Nordseegermanen, Weser-Rhein-Germanen und Elbgermanen der Ersatz für das Westgermanische, sodass die Fünfer-Einteilung nur eine Verfeinerung der traditionellen Dreier-Einteilung ist; teils wird das Westgermanische als Spracheinheit abgelehnt, weil die Sprachen dieser drei Gruppen zu uneinheitlich sind.
Überhaupt hat Maurers Methode, auf den Ergebnissen der frühgeschichtlichen Archäologie Sprachgeschichte aufzubauen, eine heftige und bis heute nicht abgeschlossene Diskussion hervorgerufen. Früher ging man davon aus, dass archäologische Funde eindeutig mit bestimmten „Völkern“ in Verbindung gebracht werden könnten. In jüngerer Zeit wird dies hinterfragt, so dass letztlich umstritten ist, ob beispielsweise die „Elbgermanen“ aufgrund ihrer gemeinsamen materiellen Kultur als eine geschlossene Gruppe angesprochen werden können. Eng verbunden ist damit die sprachliche Frage: Verschiedentlich postulierte kulturelle und sprachliche Gemeinsamkeiten zwischen Alemannisch und Nordgermanisch können jedenfalls genauso gut so erklärt werden, dass diese sich an der Peripherie der Germania erhalten haben, sie müssen also nicht zwangsläufig als alter gemeinsamer Besitz in einer ursprünglichen Nachbarschaft gedeutet.

## Liste der westgermanischen Sprachen

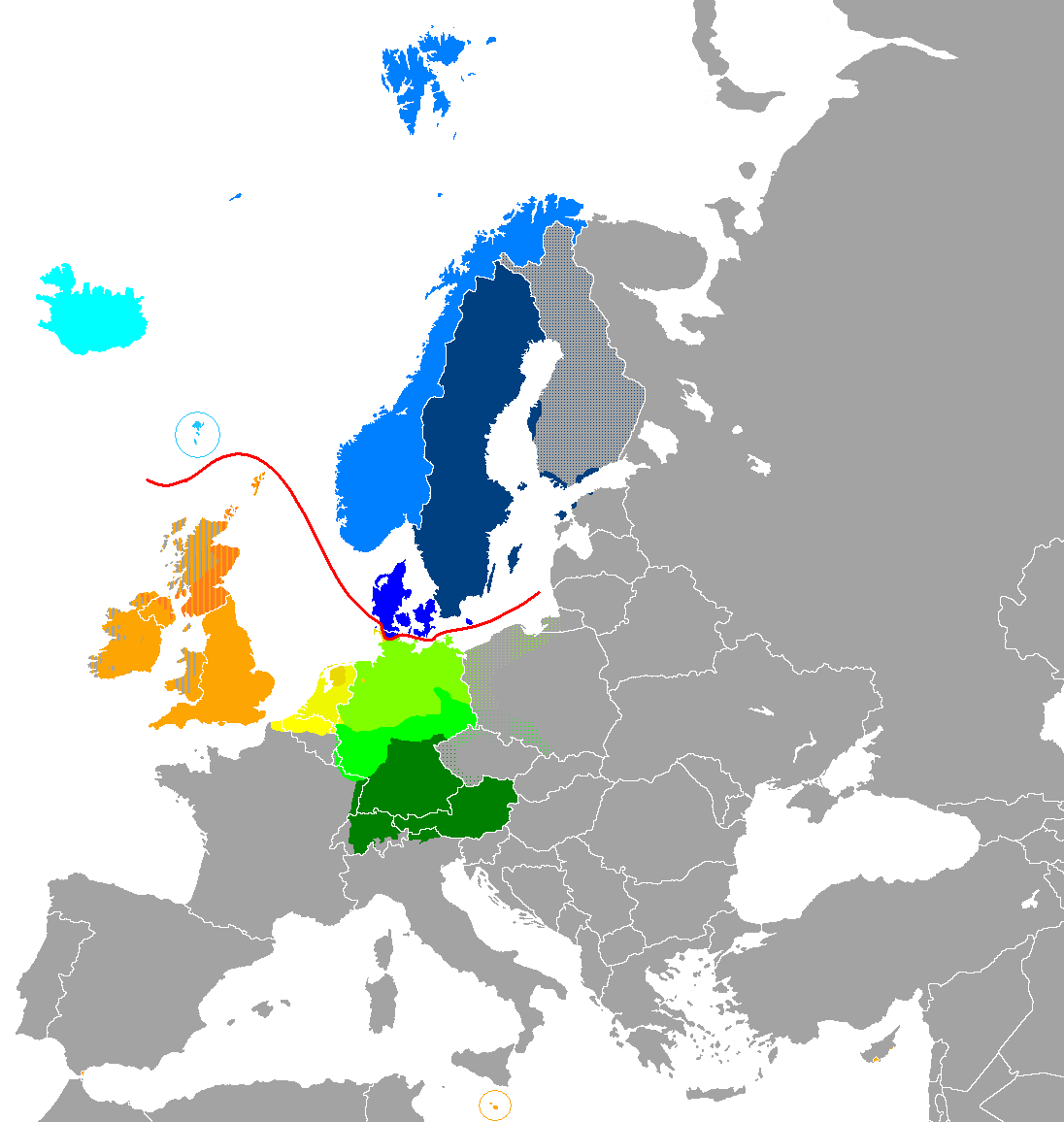
Einteilung der germanischen Sprachen bzw. Dialekte
Linie zwischen Nord- und Westgermanisch
Nordgermanische Sprachen
Isländisch
Färöisch
Norwegisch nynorsk
Norwegisch bokmål
Schwedisch
Dänisch
Westgermanische Sprachen
Scots
Englisch
Friesisch
Niederländisch
Niederdeutsch
Mitteldeutsch
Oberdeutsch

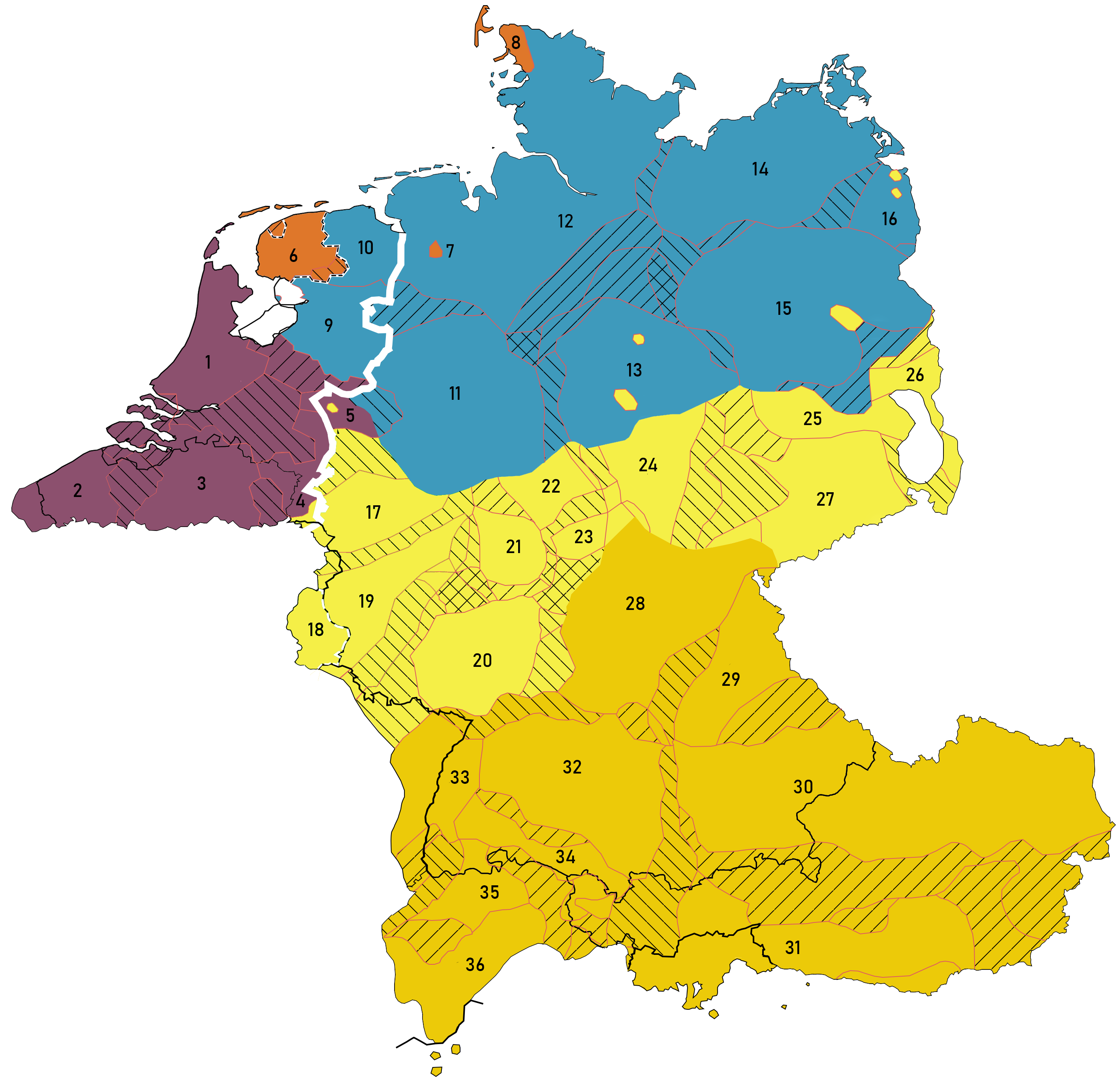
Großgliederung der kontinentaleuropäischen Mundarten westgermanischer Abkunft.
Legende:
Niederfränkische Varietäten: 1. Zentralniederländisch 2. Westflämisch 3. Brabantisch 4. Limburgisch 5. Niederrheinisch (dt. Dachsprache)
Friesische Varietäten: 6. Westfriesisch 7. Saterfriesisch 8. Nordfriesisch
Niederdeutsche Varietäten: 9. Overijssels (ndl. Dachsprache) 10. Gronings (ndl. Dachsprache) 11. Westfälisch 12. Nordniederdeutsch 13. Ostfälisch 14. Mecklenburgisch-Vorpommersch 15. Brandenburgisch 16. Mittelpommersch
Mitteldeutsche Varietäten:17. Ripuarisch 18. Luxemburgisch (lux. Dachsprache) 19. Moselfränkisch 20. Rheinfränkisch 21. Zentralhessisch 22. Nordhessisch 23. Osthessisch 24. Thüringisch 25. Nordobersächsisch 26. Südmärkisch 27. Obersächsisch
Oberdeutsche Varietäten: 28. Ostfränkisch 29. Nordbairisch 30. Mittelbairisch 31. Südbairisch 32. Schwäbisch 33. Niederalemannisch 34. Mittelalemannisch 35. Hochalemannisch 36. Höchstalemannisch
Isoglosse der niederländischen und deutschen Standardsprachen.
Der Bereich, in dem simultan zwei Dachsprachen benutzt werden (Luxemburgisch/Deutsch und Westfriesisch/Niederländisch), ist schwarz-weiß umrandet.

Folgende lebende, ausgestorbene (†) oder durch neuere Sprachstufen ersetzte (†) Sprachen aus der Familie der germanischen Sprachen zählen zu den westgermanischen Sprachen:
- Nordseegermanische Sprachen
  - Angelsächsisch (Altenglisch) †
    - Mittelenglisch †
      - Modernes Englisch
      - Scots
      - Yola †

  - Altfriesisch †
    - Westfriesisch
    - Ostfriesisch
      - Saterfriesisch (als letzte Varietät des Ostfriesischen synchron betrachtet eine eigene Sprache)

    - Nordfriesisch (teilt sich in sehr unterschiedliche Dialekte und hat bislang keine einheitliche Schriftsprache ausgeprägt)

  - Altsächsisch (Altniederdeutsch) †
    - Mittelniederdeutsch †
      - Niederdeutsch/Plattdeutsch

- Auf dem Englischen basierende Kreolsprachen, die nicht wirklich genetisch zuzuordnen sind
  - Jamaikanisches Patois
  - Pitcairn-Englisch
  - Hawaii-Kreolenglisch
  - Krio
  - Ngatikesisch
  - Torres-Kreol
  - Afro-Seminolisches Kreol
  - Kamtok
  - Tok Pisin
  - Bislama
  - Pijin

- kontinentalwestgermanische Sprachen
  - lebende große Ausbausprachen (Haupt-Amtssprache in mindestens einem Staat)
    - Deutsch (Hochdeutsch)
    - Niederländisch

  - lebende kleinere Ausbausprachen (mit offiziellem Status, jedoch in keinem Staat Hauptamtssprache)
    - Afrikaans (eine der Amtssprachen in Südafrika, offizielle Minderheitensprache in Namibia)
    - Lëtzebuergesch (Amtssprache in Luxemburg, neben Französisch und Deutsch)
    - Jiddisch

  - durch neuere Sprachstufen ersetzte Varietäten im Frühmittelalter
    - Althochdeutsch †
      - Altoberfränkisch †
      - Altmittelfränkisch †
      - Altsüdrheinfränkisch †
      - Altbairisch †
      - Altalemannisch †

    - Altniederfränkisch (Altniederländisch) †
    - Westfränkisch (im Westen des Frankenreichs) †
    - Langobardisch †

  - durch neuere Sprachstufen ersetzte Varietäten des Hochmittelalters
    - Mittelniederländisch †
    - Mittelhochdeutsch †
      - oberdeutsches Mittelhochdeutsch †
        - bairisches Mittelhochdeutsch †
        - alemannisches Mittelhochdeutsch †
        - ostfränkisches Mittelhochdeutsch †
        - südrheinfränkisches Mittelhochdeutsch †

      - mitteldeutsches Mittelhochdeutsch †
        - westmitteldeutsches Mittelhochdeutsch (Mittelfränkisch, Rheinfränkisch) †
        - ostmitteldeutsches Mittelhochdeutsch (Thüringisch, Obersächsisch*, Schlesisch*, Hochpreußisch*) †

(*) Diese drei ostmitteldeutschen Regionen werden erst in dieser Epoche kolonisiert und die Regionalvarietäten bilden sich erst in mittelhochdeutscher Zeit.

  - durch neuere Sprachstufen ersetzte Varietäten in der frühen Neuzeit
    - Frühneuhochdeutsch †
    - oberdeutsche Schreibsprache †

  - Beispiele für nicht voll ausgebaute lebende westgermanische Varietäten
    - Alemannisch
      - Schweizerdeutsch
      - Alemán Coloniero

    - Bairisch
      - Zimbrisch

    - Westflämisch
    - Ostflämisch
    - Plautdietsch
    - Brabantisch
    - Limburgisch
    - Ripuarisch
    - Pennsylvaniadeutsch
    - Hutterisch
    - Lothringisch
    - Jenisch
    - Siebenbürgisch-Sächsisch
    - Wilmesaurisch